# 비트코인 SC
비트코인 SC(Bitcoin SC)는 블록체인 기술을 기반으로 스마트 계약 기능을 구현하기 위한 분산 컴퓨팅 플랫폼이자 운영 체제다. 해당 프로젝트의 주된 아이디어는 하드포크 방식으로 비트코인 위에 스마트 계약을 추가하는 것이다.

## 개요
비트코인 SC (비트코인 스마트 컨트랙트)는 비트코인을 개선하는 프로젝트로 스마트 계약의 기능성을 비트코인 시스템에 추가하여 비트코인에 분산 응용 프로그램을 적용하는 것을 목표로 한다. 새로운 하드포크를 통해 생성될 BSC 블록체인은 기존 비트코인의 자산 기록을 승계할 예정이며 비트코인 홀더들이 비트코인 블록체인에서 소유한 자산과 같은 양의 자산을 BSC 체인에서 사용할 수 있게 될 예정이다.

## 출시 목적

### 비트코인의 한계
비트코인은 최초의 블록체인으로 가장 큰 생태계를 보유하고 있다. 하지만 초기 블록체인인 만큼 기술과 사용성 측면에서 여러 단점을 보유하고 있다. 대표적인 것이 튜링 불완전 언어 사용이다. 디도스 등 공격을 방어하기 위해 사토시 나카모토가 고의적으로 한계를 둔 것이긴 하지만 스마트 컨트랙트, DApp 등 더 넓은 가능성도 제한되고 있다.

### 기존의 대안
1. 하드포크를 통한 일부 컨센서스 조건 수정
비트코인 캐시(BCH)와 비트코인 SV(BSV)가 대표 케이스이다. 비트코인의 장점과 거래 내역을 보존하면서 더 나은 성능을 위해 블록 사이즈와 같은 합의 규칙을 수정했다. 비트코인 사용자에 대한 계승, 기본적인 성능 향상을 이뤄냈지만 새로운 기능을 추가하지는 못했다.
2. 데이터  구조에 대한 재구성 라이트코인(LTC)와 제트캐시(Zcash)가 대표 케이스인 경우다. 데이터 구조를 달리하여 거래 시간을 단축하고 거래 정보 보호 기능을 향상시켰다. 하지만 비트코인의 거래 기록을 승계하지 않아 비트코인의 사용자 네트워크 효과를 얻지 못했고 UTXO 모델을 사용하여 스마트 컨트랙트 적용에도 어려움이 있다.
3. 스마트 컨트랙트를 지원하는 플랫폼 모델
이더리움이 대표하는 케이스로 튜링완전한 언어를 통해 스마트 컨트랙트를 지원한다. 블록체인을 분산 원장뿐만 아니라 '월드 컴퓨터'로 기능하게 하고 DApp을 위한 플랫폼을 제공한다. 플랫폼 모델들은 많은 가능성과 기회를 제공하지만 비트코인의 역사 기록을 승계하지 않기에 마찬가지로 비트코인의 사용자 네트워크 효과를 보지 못해 비트코인보다 훨씬 적은 사용자층을 유지하고 있다.

### BSC의 솔루션
비트코인을 하드포크해서 스마트 컨트랙트 레이어를 추가하여 비트코인에 더 많은 가능성을 추가할 예정이다. 비트코인 위에 EVM을 추가하여 성능 향상과 스마트 컨트랙트 기능을 추가하고 하드포크를 통해 비트코인 사용자를 승계하여 사용자층도 확보하고자 한다.

## 특징

### 시스템
비트코인 SC의 시스템은 컨센서스, 데이터, 상태, 컨트랙트 4개의 레이어로 구성된다.
컨센서스 레이어는 비트코인과 같은 작업 증명 proof-of-work 방식을 사용하지만 다른 블록 해싱 알고리즘을 사용한다.
데이터 레이어도 비트코인과 같은 구조를 유지하여 호환성을 유지하나 서명 방식에 변화를 주어 중복 지불 이슈를 방지한다. 새로 도입할 미들웨어를 통해 상태 레이어는 UTXO를 계정과 연계하여 컨트랙트 레이어와 상호 작용하게 된다. 컨트랙트 레이어는 EVM을 활용하여 이더리움의 DApp 생태계와의 연계 가능성도 열어두고 있다.

### 컨센서스와 채굴
비트코인 SC는 작업 증명 proof-of-work 방식을 사용한다. 초기 낮은 컴퓨팅 파워를 노리는 51% 공격을 대비하여 비트코인의 SHA-256 대신 SHA-3 + BLAKE2b 알고리즘을 활용할 예정이다. 다른 알고리즘 채용으로 비트코인 채굴자가 바로 BSC를 채굴하여 공격하는 가능성을 낮출 예정이다.

### 하드포크와 거버넌스
하드포크는 2020년 6월에 예정되어 있다. 메인넷 론칭 후에는 스마트 컨트랙트를 통한 온체인 거버넌스를 통해 블록체인의 거버넌스 프로토콜을 조정하여 추후 하드포크 횟수를 줄일 예정이다.

## 메인넷 조건
비트코인 SC 프로젝트는 비트코인 커뮤니티의 광범위한 지지를 받아 메인넷을 론칭할 계획이다. 이를 위해 공식 홈페이지를 통해 비트코인 홀더들로부터 서명을 받고 있고 2020년 6월 전에 50,000 BTC 이상의 주소로부터 서명을 받게 되면 메인넷을 론칭하고 그렇지 못할 경우 프로젝트를 취소시킨다는 입장이다.

## 같이 보기
- 비트코인